# Синдром MEDAC
Синдро́м MEDAC (аутоиммунный полиэндокринный синдром тип 1, синдром полигландулярной недостаточности типа 1, синдром кандидоза-эндокринопатии, акроним MEDAC: Multiple Endocrine Deficiency, Autoimmune, Candidiasis) — характеризуется монилиазом слизистых оболочек и кожи, сахарным диабетом (редко), гипопаратиреозом и недостаточностью надпочечников. В 2/3 случаев синдром выявляется в неполной форме, включающей два из трёх основных компонентов.

## Сопутствующие заболевания
Синдрому обычно сопутствуют:
- пернициозная анемия,
- спру,
- хронический активный гепатит,
- первичная гипофункция гонад,
- кератоконъюнктивит,
- алопеция (гнёздная, диффузная или тотальная),
- витилиго,
- инсулинозависимый сахарный диабет,
- мембранозно-пролиферативный гломерулонефрит.

## Клиническая картина
В отличие от синдрома Шмидта проявляется в детском возрасте.

## Диагностика
Верификация диагноза основана на наличии клинических и/или лабораторных проявлений не менее двух компонентов из классической триады, а также на выявлении высоких титров антител к паращитовидным и надпочечниковым железам.